# Sexualisierung

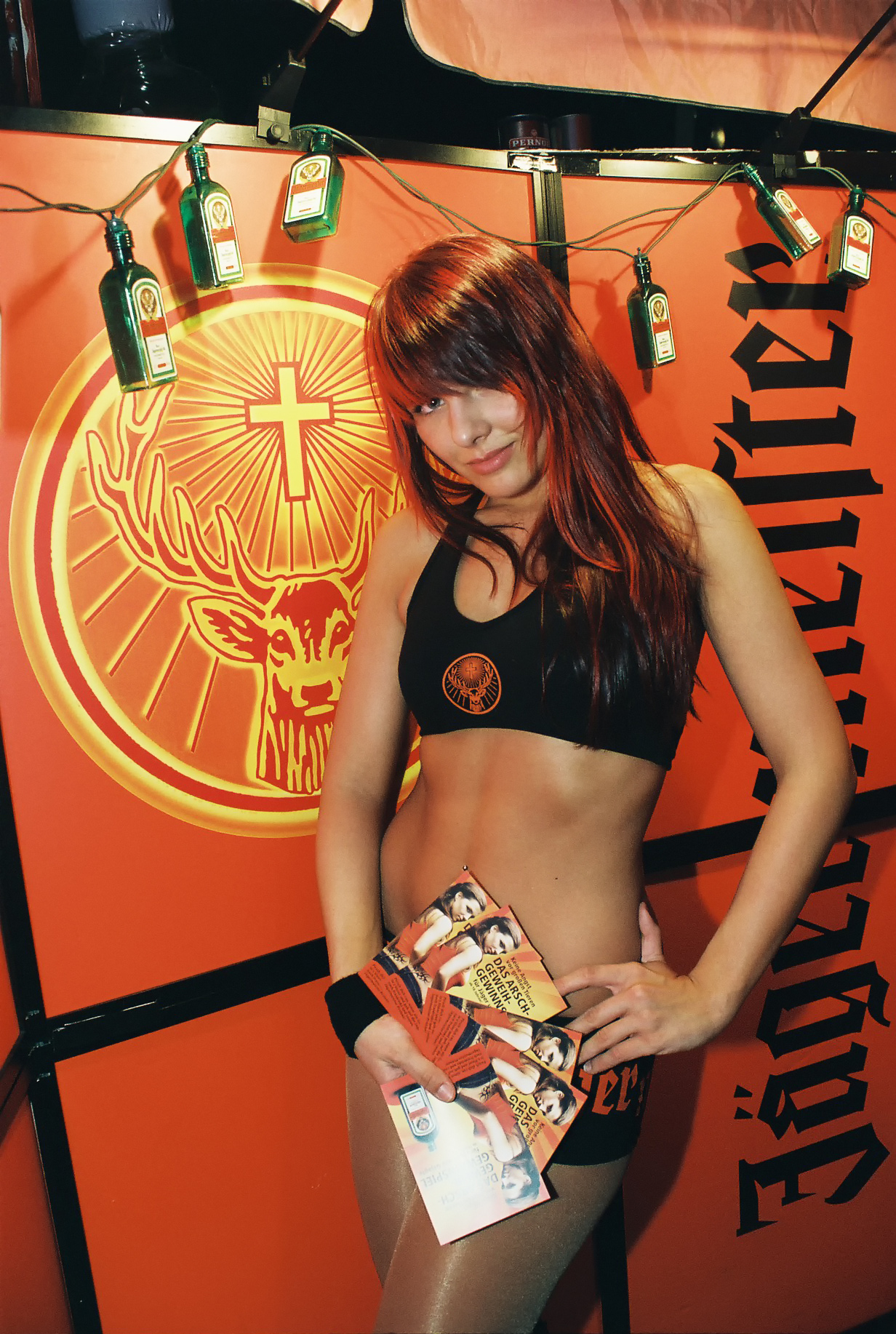
Werbung, 2006

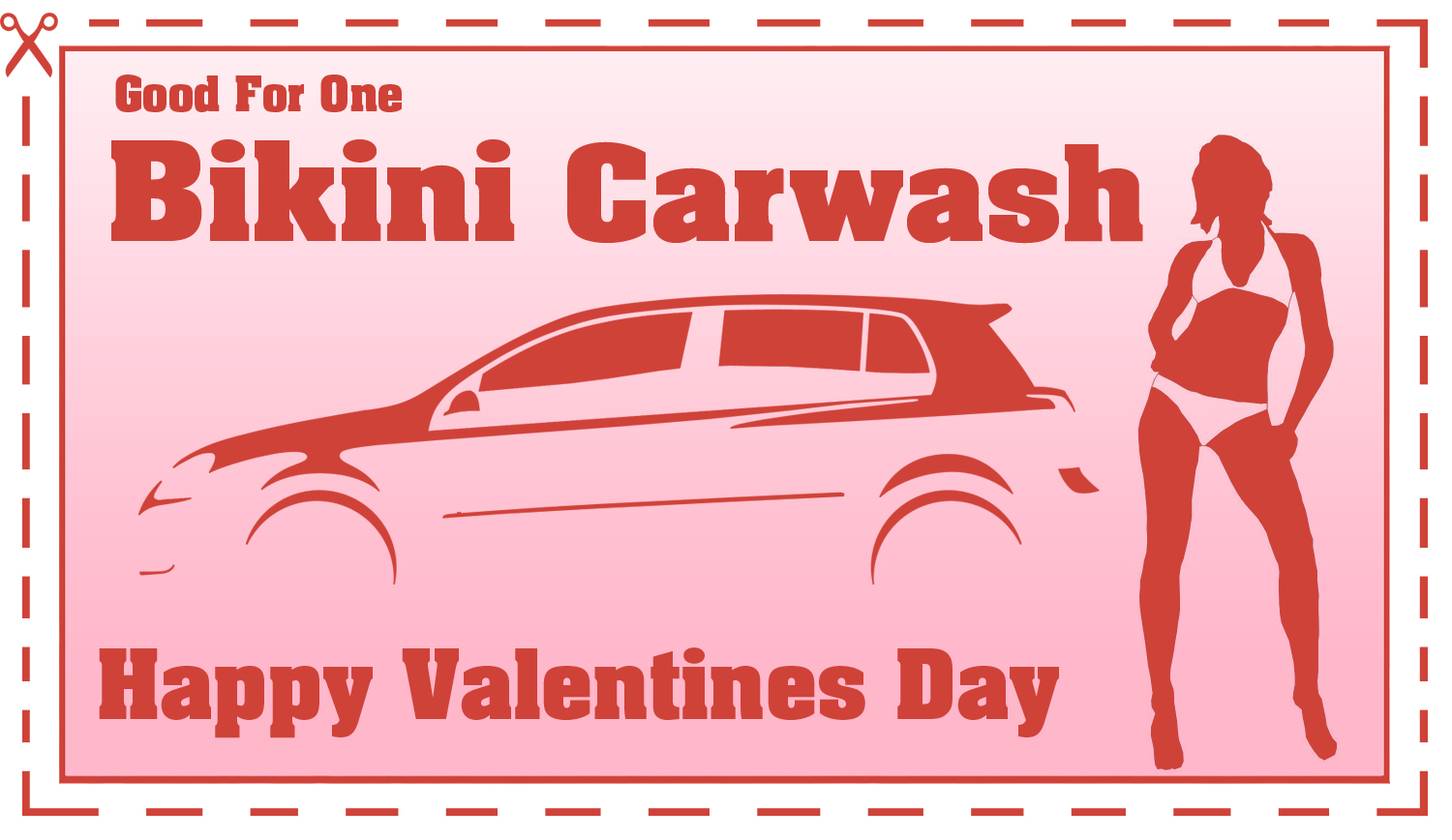
Bikini Car Wash Coupon, 2014

Als Sexualisierung bezeichnet man dem Wortsinne nach
- die Fokussierung bzw. Hervorhebung der Sexualität innerhalb eines umfassenderen Kontextes
- die Betrachtung eines Objektes unter sexuellen Gesichtspunkten bzw. unter dem Aspekt der Sexualität, besonders wenn dieses Objekt diese Betrachtung von sich aus nicht evoziert.
- nach dem Buch Sex and Social Justice (dt. Geschlecht und soziale Gerechtigkeit) von Martha Nussbaum eine Form der sozialen Hierarchisierung, wenn Sexualität und Geschlecht dazu benutzt werden, Personen (nicht nur, aber insbesondere Frauen) zum sexuellen Objekt zu degradieren und über Sexualität Machtansprüche zu kommunizieren und durchzusetzen.[1]

## Begriffsgeschichte
In der Medizin
Der Begriff ist zuerst bei dem Arzt, Politiker, Pädagoge und Philosoph Ignaz Paul Vital Troxler (1780–1866) in Versuche in der organischen Physik (1804) in der deutschsprachigen Literatur nachweisbar. Troxler geht davon aus, dass die Gattung an sich Hermaphrodit sei. Das Individuum stelle die Gattung mehr oder weniger individualisiert da, somit sei auch dieses mehr oder weniger Hermaphrodit; „dieses hängt von dem mehr oder weniger Bestimmtwerden des einen oder anderen Prinzips, dessen Einheit die Gattung ist, ab, und dieses Bestimmtwerden ist = der Sexualisierung des Individuums oder Differenzierung des Hermaphroditen nach der einen oder Anderen Seite seiner Factoren.“
In der Sprachtheorie
In die deutschsprachigen Sprachwissenschaft wird der Begriff wohl 1856 in der veralteten Schreibweise „Sexualisation“ durch August Friedrich Pott im Artikel Geschlecht (GRAMMATISCHES) in der Allgemeinen Encyclopädie der Wissenschaften und Künste (62. Band der ersten Sektion) eingeführt: „Einmal aber die engen Schranken natürlichen Geschlechts überschritten, ergoß sich diese Sexualisation noch weiter über Substantive, wo an Männlichkeit und Weiblichkeit auch nicht einmal mehr bildlich ein Gedanke sein konnte; zuweilen, wie im Hebräischen, über alle, sodaß keines als neutral, und damit vom eigentlichen Geschlechte ausgeschlossen, zurückblieb.“ In den 1880er und 1890er Jahren findet der Begriff, noch in der veralteten Schreibweise eine gewisse Verbreitung in der deutschsprachigen Literatur über Sprache.
In den 90er Jahren des 19. Jahrhunderts hält auch die aktuell gebräuchliche Schreibweise Einzug in die Literatur, unter anderem in der theoretischen Auseinandersetzung mit dem grammatikalischen Geschlecht in der Sprache. Sexualisierung benennt dabei wie schon bei Pott die Zuschreibung von „männlich“ und „weiblich“ zu eigentlich sächlichen Gegenständen, Begriffen und Fabelwesen. Diese sprachliche Praxis bezeichnet Friedrich Nietzsche in der Morgenröte (1888), allerdings ohne den Begriff explizit zu verwenden, als Irrtum mit ungeheurem Umfang: „Alles hat seine Zeit. – Als der Mensch allen Dingen ein Geschlecht gab, meinte er nicht zu spielen, sondern eine tiefe Einsicht gewonnen zu haben: – den ungeheuren Umfang dieses Irrthums hat er sich sehr spät und jetzt vielleicht noch nicht ganz eingestanden.“ (1. Buch, 3. Aphorismus). Nietzsche vergleicht diesen Irrtum mit der Beziehung von „Allem, was da ist,“ zur Moral, die der Mensch den Dingen beigelegt hätte. „Das wird einmal ebenso viel und nicht mehr Werth haben, als es heute schon der Glaube an die Männlichkeit oder Weiblichkeit der Sonne hat.“

## Abwehrmechanismus
Als Sexualisierung im psychologischen, psychoanalytischen oder psychotherapeutischen Kontext bezeichnet man einen Mechanismus zur Abwehr von Triebimpulsen. Die Sexualisierung als Abwehrmechanismus geht auf die Arbeiten von Eberhard Schorsch, Nikolaus Becker (1977) und Heinz Kohut (1971) zurück. Sie lieferten einen Beitrag zum Verständnis von schweren Persönlichkeits- und Sexualstörungen. Im Wesentlichen besagt die psychodynamische Theorie, dass die Sexualisierung einen Selbstheilungsversuch darstellt, in dem ein frühkindlicher, ursprünglich asexueller Konflikt in den späteren Objektbeziehungen reaktiviert und mit einem sexuellen Impetus (Wesenszug) versehen wird. Innerhalb dieses Konstruktes bleibt aber die eigentliche und ursprüngliche Thematik der Ohn- und Allmacht des sich individualisierenden Säuglings wirksam.
Das Empfinden genitaler Lust und Entspannung als Folge eines biologischen Reifungsprozesses liefert dem früh in seiner Autonomie gestörten Kind das Gefühl etwas Eigenes und von den Eltern Unabhängiges zu erleben. Mit Hilfe der sich bildenden Geschlechtsidentität wird das lebensgeschichtlich frühere ursprüngliche Identitätstrauma bearbeitet. Die Sexualisierung hat die Funktion, sich einer Unversehrtheit zu vergewissern, die später den Stempel des Phallischen trägt. Sie verleiht der Individuation Stabilität auf Kosten der sich bildenden Geschlechtsidentität. Die ursprüngliche Brüchigkeit trägt nun das Gewand einer brüchigen sexuellen Identität, die immer wieder aufgefüllt werden muss. McDougall (1972) nennt die genitale Besetzung ein Bollwerk gegen die verschlingende Mutter.
Die Sexualisierung dient der Entlastung der sozialen Persönlichkeit von präödipalen Konflikten, sie erzeugt u. a. Teamfähigkeit und soziales Funktionieren im Beruf. Sie macht sogar stabile erotische Partnerschaften möglich. Morgenthaler (1974) spricht von einer Plombe, die eine Lücke im Selbst ausfüllt. Einem Übergangsobjekt vergleichbar können in der Deviation mithilfe von „magischen Ritualen“ alltägliche Kränkungen entladen werden, ohne dass die Realitätsverankerung gefährdet wird. Die bizarre, archaisch unkultivierte Ausgestaltung der Rituale liefert einen Blick auf die Entwicklungsstufe des ursprünglichen Konfliktes. Anders als bei der reiferen, ich-dystonen Verdrängung stehen sich bei der Sexualisierung die beiden widerstrebenden Persönlichkeitsanteile gegenüber. Diese Spaltung kann bis zur Ausbildung eines Doppelgängers führen, wie ihn R.L. Stevenson: in seiner Novelle „Der seltsame Fall des Dr. Jekyll und Mr. Hyde“ beschrieben hat. Michael Balint sprach von einer pathologischen Angst vor Objektverlust. Don-Juan und Messalina-Typen trennen sich immer wieder aufs Neue von ihren Partnern um sich kontraphobisch zu vergewissern, dass sie keine Angst vor Objektverlust haben. Bei der sexuellen Hörigkeit hingegen wird phobisch am Objekt festgehalten, um die Angst vor dem Verlust kontrollieren zu können.
Nach Schorsch, Becker, Saimeh und Nedopil werden in der Ausprägung 4 Stufen unterschieden:
- Stufe 1: Abweichende sexuelle Phantasie ist ein intensiver, aber einmalig oder sporadisch auftretender Impuls (z. B. „Liebling, heute probieren wir mal Bondage“). Außerhalb der Krise wird die Phantasie oder der Impuls nicht erlebt.
- Stufe 2: Abweichende sexuelle Phantasie dient der regelmäßigen Bewältigung schwerer Konflikte (Wiederholung bei Lebenskrisen, „Liebling, heute muss das mal so sein.“).
- Stufe 3: Ohne abweichende Phantasie kann Sexualität kaum noch erlebt werden, ohne Unterwerfungsgeste kein Orgasmus. Ein Bezug zu Krisen ist nicht mehr erkennbar. Es kommt zu ersten Partnerschaftskonflikten, oft findet sich ein Ausweichen in progressive Promiskuität. Heinz Kohut (1971) sprach von „Don Juan“ und „Messalina“-Typen
- Stufe 4: Die abweichende sexuelle Phantasie muss intensiviert werden, süchtiges Verhalten, neue Rituale kommen hinzu, das zeitliche Ausmaß nimmt zu (Giese (1962) Verfall an die Sinnlichkeit), sexuelle Verwahrlosung. Oft werden Partnerschaften ganz aufgegeben, die Masturbation beeinträchtigt die Lebensführung.

Stufe 3 und 4 stellen eine stabile, fixierte Perversion dar.